# Sandracottus rotundus
Sandracottus rotundus (лат.) — вид жуков из семейства плавунцов.

## Описание
Широкоовальные блестящие жуки длиной 12,4-12,8 мм. Голова коричневато-жёлтая, задняя половина её чёрная. Усики коричневато-жёлтые, пятый членик в 4,5 раза длиннее своей ширины. Переднеспинка чёрная с коричневато-жёлтыми краями. Надкрылья черные с коричневато-жёлтыми пятнами. Брюшная сторона полностью темно-коричневая или чёрная. Передние и средние ноги коричневато-жёлтые, задние рыжевато-коричневые, коричневые или тёмно-коричневые. Отросток переднегруди короткий и широкий, в 1,3 раза длиннее своей ширины, уплощенный, но отчетливо скульптурированный.

## Биология
Обитает в мелководных озёрах и лужах в первичных низинных лесах

## Распространение
Встречается на острове Сулавеси и прилежащих к нему островах Тогиан